# Pașkivți, Starokosteantîniv
Pașkivți (în ucraineană Пашківці) este localitatea de reședință a comunei Pașkivți din raionul Starokosteantîniv, regiunea Hmelnîțkîi, Ucraina.

## Demografie
Componența lingvistică a localității Pașkivți
     Ucraineană (97,58%)
     Rusă (2,19%)
     Alte limbi (0,15%)
Conform recensământului din 2001, majoritatea populației localității Pașkivți era vorbitoare de ucraineană (97,58%), existând în minoritate și vorbitori de rusă (2,19%).